# Brandon McNab
Brandon McNab (ur. 3 lipca 1979) – amerykański zapaśnik w stylu klasycznym. Brąz na mistrzostwach panamerykańskich w 2006 roku.